# Terremoto na costa leste de Tōhoku, no Japão em 2021
O Terremoto no Mar da província de Fukushima em 2021, ocorreu em 13 de fevereiro de 2021, de magnitude 7,1 atingiu a costa leste de Tōhoku, no Japão, a uma profundidade de 50,6 km. O terremoto ocorreu na noite de sábado às 23h07, horário local do JST (14h07 UTC ).  No momento da ocorrência, estava se aproximando do 10º aniversário do terremoto de magnitude 9,1 de 2011, que gerou um tsunami destrutivo, matando quase 16.000 e deixando mais de 2.500 desaparecidos.  Ele tinha uma intensidade JMA de Shindo 6+.  Foi seguido por vários tremores secundários em menos de uma hora, com o mais forte sendo de magnitude 5,3. 

## Configuração tectônica
O terremoto ocorreu como resultado de falha de empuxo perto do limite da placa de interface da zona de subducção entre as placas do Pacífico e da América do Norte. As soluções do tensor momentâneo indicam que o escorregamento ocorreu tanto em uma falha com mergulho moderado atingindo o sul, ou em uma falha com mergulho moderado atingindo o norte-nordeste, consistente com a compressão orientada leste-oeste esperada nesta região. No local deste terremoto, a placa do Pacífico se move aproximadamente para o oeste em relação à placa da América do Norte a uma velocidade de 70 mm / ano, subduzindo sob o Japão na Fossa do Japão e mergulhando para o oeste abaixo do Japão.